# ハンダイ・スタジアム
ハンダイ・スタジアム（ベトナム語：Sân vận động Hàng Đẫy / 𡑝運動杭帒、英語: Hang Day Stadium）は、ベトナムのハノイにある多目的スタジアムである。

## 概要
収容人数は22,500人。2000年から2005年まではハノイ・スタジアムと呼ばれていたが、2005年に元の名前に戻された。主にサッカーの試合に用いられる。ハノイFCのホームスタジアムであり、かつてはベトテルFC、ホアパト・ハノイFC、ハノイACBといったハノイを本拠とするクラブもホームとして使用していた。
また東南アジアサッカー選手権（1998 タイガーカップ、2014 AFFスズキカップ、2018 AFFスズキカップ）においても会場として使用された。

## 交通アクセス
ベトナム鉄道のハノイ駅より徒歩約5分。徒歩すぐのところにタンロン遺跡や文廟などの観光名所がある。

## 改築計画
2018年3月27日、ハノイFCのオーナーであるT&Tグループはフランスの建設会社ブイグ・コンストラクションとハンダイ・スタジアムの改築契約を結んだ。新スタジアムはサッカー場、バスケットボールなどの競技が行える室内競技場、映画館、イベントホール、地下駐車場、コンビニエンスストアが併設される複合施設となる。20,000人収容のサッカー場はFIFA標準に準拠し、ハノイでミーディン国立競技場に次いで2つ目の国際スタジアムとなる。総事業費は3億700万USDと見積もられる。